# Lesław Międzybrodzki
Lesław Roman Międzybrodzki (ur. 24 marca 1912 we Lwowie, zm. 18 stycznia 2001 w Edynburgu) – kapitan pilot Wojska Polskiego, pilot doświadczalny, kawaler Virtuti Militari.

## Życiorys
Lesław Międzybrodzki urodził się 24 marca 1912 r. we Lwowie. W 1939 r. na Wydziale Mechanicznym Politechniki Lwowskiej uzyskał dyplom inżyniera. W sierpniu 1939 r. został zmobilizowany i przydzielony do 2 pułku lotniczego. Po kampanii wrześniowej przedostał się przez Rumunię i Włochy do Francji, został skierowany do Szkoły Podchorążych Piechoty w Coëtquidan. W trybie nadzwyczajnym otrzymał nominację na podporucznika.
Po klęsce Francji dotarł do portu Saint-Jean-de-Luz, gdzie zaokrętował się na pokład MS Sobieski i został ewakuowany do Plymouth w Wielkiej Brytanii. Wstąpił do Polskich Sił Powietrznych, otrzymał numer służbowy RAF P-1888. Został skierowany do Ground Training School w Eastchurch, po jego ukończeniu otrzymał przydział, w stopniu plutonowego podchorążego, do służby w dywizjonie 302 jako mechanik.
Przeszedł przeszkolenie w zakresie pilotażu i w czerwcu 1943 r. rozpoczął służbę w dywizjonie 304. W sierpniu został skierowany na kurs do 6 Operational Training Unit (OTU), w październiku powrócił do służby w dywizjonie 304. 29 kwietnia 1944 r. pilotowany przez niego Wellington (HF386) zaatakował bezskutecznie U-boota typ VIIC U-473.
W nocy z 4 na 5 maja 1944 r. dowodzony przez niego Wellington Mk. XIV NZ-N (HF330) nad Zatoką Biskajską zaatakował dwa wynurzone niemieckie okręty podwodne. W wyniku ataku U-boot U-218 został poważnie uszkodzony. Wellington został również ciężko uszkodzony, ale pilotowi udało się doprowadzić go na macierzyste lotnisko.
W lutym 1945 r. ukończył turę lotów bojowych i został odkomenderowany jako pilot doświadczalny do Aircraft and Armament Experimental Establishment (AAEE) w Boscombe Down. Otrzymał przydział do Oddziału Technicznego i do eskadry A, gdzie pracował nad zagadnieniami uzbrojenia i celowników w samolotach myśliwskich. W 1946 r. otrzymał awans na stopień kapitana pilota PSP.
Po demobilizacji pozostał w RAF jako pilot doświadczalny, służył w AAEE do 1957 r. W tym czasie brał udział m.in. w oblatywaniu samolotu Avro 707. Następnie otrzymał przydział do Royal Aircraft Establishment (RAE) w Farnborough jako pilot w Instytucie Medycyny Lotniczej. Służbę zakończył w 1959 r. w angielskim stopniu Squadron Leadera. Następnie zatrudnił się w firmie Ferranti Systems jako inżynier i pilot doświadczalny. W 1983 r. przeszedł na emeryturę.
Jako pilot doświadczalny latał na ok. 70 typach samolotów, w tym 20 odrzutowych.
Zmarł 18 stycznia 2001 r. w Edynburgu i tam został pochowany.

## Ordery, odznaczenia i wyróżnienia
Za swą służbę otrzymał:
- Krzyż Srebrny Orderu Virtuti Militari nr 10303,
- Krzyż Walecznych,
- Medal Lotniczy,
- Polowy Znak Pilota,
- Air Force Cross

Ponadto dwukrotnie otrzymał Queens Commendation (Królewską Pochwałę).